# TV Nacional
TV Nacional foi uma emissora de televisão brasileira sediada em Brasília, Distrito Federal. Operava no canal 2 VHF e pertencia à Radiobrás, empresa pública que controlava os veículos de comunicação do Governo Federal, entre eles as rádios Nacional AM e FM. A Nacional foi uma das três primeiras emissoras de televisão a serem inauguradas em 1960 concomitantemente à nova capital federal, que até então estava localizada no Rio de Janeiro. Em 2007, com a fusão entre a Radiobrás e a Associação de Comunicação Educativa Roquette Pinto do Rio, que resultou na criação da Empresa Brasil de Comunicação, a emissora encerrou suas atividades para dar lugar à TV Brasil Capital, geradora e cabeça de rede da TV Brasil.

## História
A Rádio Nacional do Rio de Janeiro planejava ter sua emissora de televisão em 1954, na então capital, Rio de Janeiro, porém, não prosseguiu devido a crise política que o país se encontrava em 1954, após a morte de Getúlio Vargas. Somente durante o governo JK que foi autorizada a concessão da Rádio Nacional, desta vez em Brasília. 
Durante a construção da nova capital federal, o governo brasileiro abriu licitação pública para aquisição de três concessões de televisão para os Diários Associados, às Emissoras Unidas e à própria União. Em 21 de abril de 1960, na inauguração da cidade, a TV Nacional entrou no ar em caráter experimental, junto com a TV Brasília e a TV Alvorada, pelo canal 3 VHF. A TV Nacional foi a primeira emissora estatal no Brasil. Inicialmente, tinha uma programação diversa indo da teledramaturgia própria até as coberturas políticas da nova capital. A emissora foi batizada pelo mesmo nome de sua emissora irmã, a Rádio Nacional de Brasília.
No dia 5 de maio, um grupo de diretores da Rádio Nacional do Rio de Janeiro formado por Paulo Netto, Paulo Tapajós, Ghiaroni, Nestor de Holanda e Lourival Marques chegou à Brasília para reunião onde foi decidido que 4 de junho seria data para o lançamento oficial da TV. Neste dia, às 20 horas, a emissora iniciou suas transmissões em definitivo com a chegada do presidente da República Juscelino Kubitschek e sua comitiva. Em seguida, a orquestra da Rádio Nacional tocou o Hino Nacional Brasileiro com a regência do maestro Radamés Gnattali, e o apresentador César de Alencar comandou o Show da Inauguração, primeira atração do canal.
No dia seguinte, a Nacional exibiu os primeiros programas: Dedé e Dino (com direção do então humorista em ascensão Dedé Santana juntamente a seu irmão Dino Santana e com participação da atriz Ana Rosa), Encontro Musical Bossa Nova (direção de Gerly Rodrigues e participação do violonista Dilermando Reis) e Pelos Caminhos da Música (direção e apresentação de Paulo Netto e conjunto de Bernard Condorsiê). Foram criados, também nesta época, um programa de auditório voltado ao público infantil apresentado por Wanderley Mattos e peças de teatro ao vivo encenadas e dirigidas por Shirley Padrão.
Durante o Governo João Goulart, a TV Nacional atrasou o pagamento de salários de seus atores por meses, sendo devolvidos somente já no início do regime militar. 
Com o fortalecimento da TV Excelsior no eixo Rio-São Paulo e a implantação de seu projeto de rede para todo o país, a TV Nacional, em 1963, passou a retransmitir os programas e novelas da emissora de Mário Wallace Simonsen, diminuindo muito sua produção local.
Entre as décadas de 1960 e 1970, a Nacional chegou a retransmitir atrações de redes como TV Excelsior, Rede Globo, TV Cultura, Rede de Emissoras Independentes e Rede Bandeirantes, até firmar parceria com a TVE Rio de Janeiro.
No dia 16 de novembro de 1981, iniciou-se um programa na TV Nacional, em parceria com a CPCE da UnB, transmitido para todo o Brasil, com o titulo de "Universidade Aberta" com o objetivo de debater e analisar temas culturais e políticos de importância no momento.
Em março de 1982, após ter censurado e deixado de retransmitir grande parte da programação da Bandeirantes, incluindo programas de maior audiência como o Jornal Bandeirantes e o Canal Livre, a TV Nacional migrou para a TV Record e permaneceu até 1983.
Em 1983, afiliou-se à Rede Manchete, durante um curto período retransmitindo novamente a Bandeirantes e voltando logo depois para a TVE. Em 1986, deslocou sua transmissão para o canal 2 VHF para a chegada da TV Bandeirantes Brasília. Em 1998, passou a fazer parte da recém-criada Rede Pública de Televisão, liderada pela TVE e pela TV Cultura de São Paulo. Retransmitiu programas da extinta NBR de 1999 a 2004. 
No início de 2002, reforçando ainda mais a parceria Radiobras-Acerp que resultaria na futura TV Brasil, a TV Nacional produziu juntamente com a TVE RJ o programa "Encontro com a Imprensa".
A partir de 2005, retransmitiu a programação da STV (atual SescTV) juntamente a programas de outras emissoras componentes da ABEPEC, como a TV Cultura, TVE, Rede Minas e demais.
Em maio de 2007, foi anunciado que uma nova TV pública do governo federal estava sendo planejada. Para possibilitar a formação da emissora, o então presidente Luiz Inácio Lula da Silva assinou, em outubro, medida provisória e, posteriormente, um decreto no Diário Oficial da União que criou a Empresa Brasil de Comunicação (EBC), resultado da fusão entre a Radiobrás e a Associação de Comunicação Educativa Roquette Pinto do Rio de Janeiro, mantenedora das rádios MEC AM e FM e da TVE Brasil. Com o novo órgão governamental, formou-se a TV Brasil, que contaria com filiais em Brasília, no Rio e em São Luís, entrando no ar ao meio-dia de 2 de dezembro em substituição à TV Nacional, à TVE Brasil e à TVE Maranhão.